# Goldener Sonntag (Leichtathletik)
Als Goldener Sonntag ging der 3. September 1972 in die Leichtathletik-Geschichte der Bundesrepublik Deutschland ein.
An diesem Tag gewannen bei den Olympischen Spielen 1972 in München Klaus Wolfermann im Speerwurf (90,48 Meter), Hildegard Falck im 800-Meter-Lauf (1:58,6 Minuten, Weltrekord) sowie Bernd Kannenberg über 50 km Gehen (3:56:11,6 Stunden) drei Goldmedaillen.
Komplettiert wurde dieser Tag mit dem Gewinn der Silbermedaille im Fünfkampf durch Heide Rosendahl.
Diese Erfolgsbilanz blieb aus bundesrepublikanischer Sicht bis zur deutschen Wiedervereinigung unerreicht.